# 埃爾瑪麗亞
埃爾瑪麗亞（西班牙語：El María），是巴拿馬的城鎮，位於該國中西部，由貝拉瓜斯省的拉斯帕爾馬斯區負責管轄，面積96.1平方公里，海拔高度242米，2010年人口1,077，人口密度每平方公里11.2人。